# Gordon Balfour

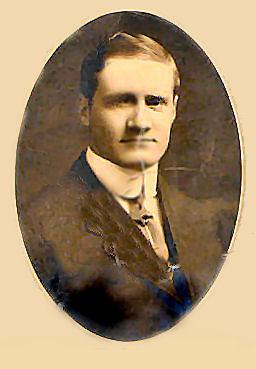
Gordon Balfour

Gordon Bruce Balfour (* 25. Dezember 1882 in Toronto; † 31. Juli 1949 ebenda) war ein kanadischer Ruderer. 
Gordon Balfour ruderte für den Argonaut Rowing Club in Toronto. Bei den Olympischen Spielen 1908 in London trat Balfour am 30. Juli in zwei Bootsklassen an. Im Vierer ohne Steuermann unterlagen Gordon Balfour, Becher Gale, Charles Riddy und Geoffrey Taylor dem Boot des Magdalen College aus Oxford. Da von vier teilnehmenden Booten nur die beiden Siegerboote der Vorläufe das Finale erreichten, werden die beiden Verliererboote heute meist als Drittplatzierte geführt. Die vier Ruderer aus dem Vierer nahmen auch am Wettbewerb im Achter teil, ebenfalls mit einer Crew, die komplett vom Argonaut Rowing Club gestellt wurde. Die Kanadier gewannen ihren Vorlauf und unterlagen im Halbfinale der britischen Crew vom Leander Club. Auch in dieser Bootsklasse werden die unterlegenen Boote des Halbfinales meist als Olympiadritte bezeichnet.
Balfour graduierte 1905 an der University of Toronto und studierte dann an der Osgoode Hall Law School der York University. Nach seinem Abschluss arbeitete er bei einer Rechtsanwaltsfirma in Toronto. Im Ersten Weltkrieg diente Gordon Balfour zunächst als Leutnant in der Canadian Field Artillery. Er stieg zum Major auf und kommandierte in Frankreich die 366. Siege Battery bis zu seiner Demobilisierung Anfang 1919. Danach eröffnete er seine eigene Rechtsanwaltskanzlei.